# ORP Hel
ORP Hel – okręt polskiej Marynarki Wojennej, kuter rakietowy radzieckiego projektu 205 (według nomenklatury NATO: typ Osa I).

## Historia
Został zbudowany w Stoczni Rzecznej w Rybińsku na terenie byłego Związku Socjalistycznych Republik Radzieckich. Był pierwszym z trzynastu okrętów tego typu w Polsce. Ceremonia podniesienia bandery miała miejsce 4 stycznia 1964. Banderę wręczył minister obrony narodowej, marszałek Polski Marian Spychalski.
Do służby w 3 dywizjonie kutrów torpedowych 3 Brygady Kutrów Torpedowych w Gdyni wszedł 14 stycznia 1964 roku. Od 1971 roku znajdował się w składzie 1 dywizjonu Kutrów Rakietowo-Torpedowych 3 Flotylli Okrętów w Gdyni. W czerwcu 1975 roku okręt wziął udział w ćwiczeniach o kryptonimie Posejdon-75. Został skreślony z listy floty 31 grudnia 1984 roku. Miał numer burtowy 421, a imię nosił od miasta Hel. Faktycznie, w celach dezinformacji, na okręcie nie ujawniano właściwego numeru burtowego, a malowano lub wykładano na metalowych tabliczkach inne numery, m.in. prawdopodobnie 080, 158, 058.
Ostatnim dowódcą okrętu był kpt. mar. Włodzimierz Morawski.

## Dane taktyczno-techniczne
- Wyporność standardowa: 171 t
- Długość: 38,5 m
- Szerokość: 7,6 m
- Prędkość maksymalna: 40 w
- Zasięg: 800 Mm
- Autonomiczność: 5 dób
- Załoga: 30 osób

## Uzbrojenie
- 4x1 wyrzutnie przeciwokrętowych kierowanych pocisków rakietowych P-15 Termit (według nomenklatury NATO: SS-N-2A Styx)
- 1x4 wyrzutnia przeciwlotniczych kierowanych pocisków rakietowych Strzała-2M (według nomenklatury NATO: SA-N-5 Grail)
- 2x2 armaty morskie kalibru 30 mm AK-230